# Agnes Sjöberg
Pour les articles homonymes, voir Sjöberg.
Agnes Hildegard Sjöberg (née le 15 novembre 1888 à Kauhajoki et décédée le 21 août 1964 à Seinäjoki) est une vétérinaire finlandaise. Elle est la première femme en Europe diplômée en médecine vétérinaire et la première femme au monde à obtenir un doctorat de médecine vétérinaire. Agnes Sjöberg commence à travailler en tant que vétérinaire dans les villes finlandaises Somero et Närpiö et exerce longtemps dans un cabinet privé. Elle est la cible de préjugés et de discrimination de la part de ses collègues pour son statut de femme vétérinaire et son travail de pionnière n'est reconnu que longtemps après son décès.

## Biographie

### Enfance et scolarité
Les parents d'Agnes Sjöberg sont (Karin) Josefina Norrgård et Johan Benhard Sjöberg. La famille a une exploitation agricole sous un modèle progressiste à Kauhajoki, avec notamment une école d'élevage et une plantation de fraises. Agnes suit d'abord des cours à domicile donnés par un professeur et est scolarisée de 1900 à 1905 dans une école suédoise non-mixte à Vaasa. Elle souhaite entrer à l'université, mais en raison de l'opposition de son père, Agnes entre à l'École d'Économie de Vaasa. Après l'obtention de son diplôme, elle s'occupe du foyer de ses parents pendant trois ans, après lesquels son père accepte qu'elle reprenne ses études. Elle obtient son diplôme à l'école suédoise mixte de Kuopio en candidate libre en 1911.

### Études de médecine vétérinaire
Enfant, elle rêve déjà de devenir vétérinaire. Elle suit des cours à l'école d'élevage de la ferme de ses parents et se familiarisée entre autres à l'anatomie du bétail. Sa tante lui permet d'être l'auxiliaire du vétérinaire John Engdahl à Huittinen pour suivre son travail. À la fin de sa formation, il a admis avoir eu des préjugés, mais lui a conseillé de commencer des études de médecine vétérinaire : 

« Je vous ai amenée ici pour rire d'une jeune fille qui rêve de devenir vétérinaire, mais maintenant je ne ris plus. [...] Vous devez étudier. »

Sur la recommandation de John Engdahl, Agnes Sjöberg obtient une place à l’université de Zurich. Une fois en Suisse, elle est déçue, car dans le contexte de la révolution russe et par peur des révolutionnaires, l’université interdit l’accès aux citoyens russes, et aux finlandais par extension, le pays étant sous le joug de l’Empire Russe. Agnes reçoit tout de même une lettre de recommandation de l’université de Zurich lui permettant de commencer à l’automne 1911 des études de médecine vétérinaire à l’université de Dresde en Allemagne. L’étudiante est admise à titre d’essai dans un groupe de 300 hommes étudiants, car le directeur pense qu'une femme médecin conviendrait à la « manipulation de petits animaux domestiques ». Il y avait dans ce groupe 30 autres étudiants finlandais, mais ceux-ci sont hostiles envers Agnes. Entre autres, ils tentent de l'expulser de la salle de cours, quand la leçon porte sur des organes considérés comme sensibles. Il n'y a pas non plus de toilettes pour femmes, mais l'université décide d'aménager une cabine sanitaire dans l'appartement du gardien pour l'étudiante. À cause de la pression et du rejet de ses camarades, elle est transférée l’année suivante à l’université de Berlin dans laquelle il y a très peu d’étudiants finlandais. 
En 1913, elle demande à l’université l’autorisation de passer l’examen de médecine vétérinaire. Une fois de plus, son genre est un obstacle car à l'université, seuls les hommes peuvent recevoir le diplôme. L’affaire parvient jusqu’au Ministère et une décision officielle a été prise durant l'été 1913, permettant aux femmes en Allemagne d’être diplômées de médecine vétérinaire. Le déclenchement de la Première Guerre mondiale en 1914 retarde l’obtention de son diplôme jusqu’au printemps 1916. Cependant, durant la guerre, elle travaille à la clinique vétérinaire de l’université pendant que les hommes sont au front. En 1918 à Leipzig, elle commence à rédiger une thèse dont l’intitulé est Examens cliniques et chimico-microscopiques des sécrétions oculaires des chevaux.

### Carrière
La même année qu'Agnes Sjöberg valide sa thèse, elle repart en Finlande. Elle exerve d’abord comme vétérinaire dans la ville de Somero de 1918 à 1920, puis à Närpes de 1920 à 1923. En 1923, elle part à nouveau à l’étranger pour suivre d’autres enseignements, tout d’abord à Londres, ensuite aux États-Unis, puis elle retourne en Allemagne avant de se rendre en Autriche. Lors de son voyage, elle fait la connaissance d’écoles et de cliniques vétérinaires, travaille et se lance dans des travaux de recherches. À la fin de ce périple, elle rédige une étude sur les parasites des ruminants. Elle retourne en Finlande en 1926 et ouvre un cabinet vétérinaire privé à Kauhajoki jusqu’en 1932, puis à Kurikka jusqu’en 1935. Après un travail en tant qu’inspectrice de viande à Ilmajoki de 1935 à 1938, elle s’installe à Seinäjoki, où elle aura sa propre clinique vétérinaire jusqu’en 1955. La clientèle apprécie Agnes, ce qui n’était pas le cas de plusieurs de ses collègues vétérinaires. Dès le début de sa carrière, elle se dispute avec Rainer Stenius, le président de l’Association de Vétérinaires de Finlande et conseiller du Département Vétérinaire du Ministère de l’Agriculture. Le conseil d’honneur de l’Association des vétérinaires lui reproche de ne pas s'intégrer et de ne pas s'entendre avec ses collègues, elle quitte l’association contre sa volonté.

En 1918, le magazine Suomen Kuvalehti constate : 

« Sa pratique de la médecine en Allemagne, où elle a soigné « même les gros » animaux domestiques, chevaux, vaches, etc., démontre alors que la force d’une femme est suffisante pour cette profession aussi. »

Le travail de pionnière d’Agnes Sjöberg en tant que femme vétérinaire est reconnu seulement longtemps après son décès.
Une rue proche de la faculté de médecine vétérinaire de Viikki, un quartier du sud-est d’Helsinki, est nommée « rue Agnes Sjöberg » en 2001, et dans sa ville natale, Kauhajoki, Sööpärintie porte également son nom.

### Vie privée
Agnes Sjöberg est mariée avec Veikko Mikko Klaavu de 1928 à 1935. En 1929, ils ont des jumeaux nommés Veikko Väinämö et Seppo Ilmari, qu'Agnes élève seule après leur séparation.

## Travaux de recherche
- Examens cliniques et chimico-microscopiques des sécrétions oculaires des chevaux. Thèse. 1918.
- Première femme vétérinaire d'Europe. Agnes Hildegard Sjöberg, docteure en médecine vétérinaire. La vie de l'enfance jusqu'aux cheveux argents. Vaasa 1964. (Fac-similé: Lasipalatsi, 2000). Liste des publications à la fin de l'ouvrage.